# Dragoste la indigo

Dragoste la indigo (Dos hogares; lit. „Două case”) este o telenovelă mexicană produsă de Televisa în 2011. Protagonizată de Anahi, Carlos Ponce și Sergio Gyori iar în primul rol antagonic Jorge Ortiz de Pinedo. Postul Acasă TV a tradus titlul telenovelei, Dragoste la indigo.

## Sinopsis
Angélica Estrada (Anahi) este medic veterinar dedicat meseriei sale. Ea se mărită cu Santiago Ballesteros (Carlos Ponce), un arhitect tânăr și chipeș. La scurt timp, Santiago suferă un accident, cade dintr-o șalupă într-un râu și dispare, fiind declarat "oficial dispărut". După doi ani de doliu, Angélica se refugiază în brațele lui Ricardo Valtierra (Sergio Goyri), un bărbat în vâstă și atractiv. Santiago reapare și încearcă să își recupereze viața și dragostea lui Angélica. Angélica este în fața unei dileme: este căsătorită cu 2 bărbați, pe ambii iubindu-i și având nevoie de fiecare.

## Distribuție
- Anahí-Angélica Estrada
- Carlos Ponce-Santiago Ballesteros
- Sergio Goyri-Ricardo Valtierra
- Alfredo Adame-Armando Garza
- Laura León-Refugio Urbina
- Jorge Ortiz de Pinedo-Cristóbal Lagos / Chris Lakes
- Joana Benedek-olanda Rivapalacio
- Olivia Collins-Patricia Ortiz Monasterio
- Claudia Álvarez-Adela Arismendi
- Lorena Velázquez-Carmela de Valtierra
- Rogelio Guerra-Don Rodrigo Valtierra
- Víctor Noriega-Darío Colmenares
- Miguel Palmer-Hernán Colmenares
- Maya Mishalska-Pamela Ramos
- Carlos Bonavides-Eleazar Pérez
- Abraham Ramos-Claudio Ballesteros
- Malillany Marín-Jennifer Garza
- Lalo "El Mimo"-Gaspar Rincón
- Gabriela Carrillo-Cristina Lagos
- Pablo Magallanes-Óscar Lagos
- Silvia Manríquez-Amparo Mejía
- Maribel Fernández-Enriqueta "Queta" Sánchez
- Érika García-Flor Lopez
- Marisol Santacruz-Mara Sandoval
- Ana Bekoa-Dayana Díaz
- Arturo Vázquez-Julián Martínez
- Marco Munoz-Esteban
- Fernando Noriega-Jesus Ballesteros
- Theo Tapia-Enrique Arismendi
- Roberto Blandon-Dante Ramirez
- Alberto Estrella-Israel
- Felipe Najera-Gael Palacios
- Gabriela Goldsmith-Verónica Larrazábal
- Frances Ondiviela-Diana de Ramirez
- Manuel Landeta-Ernesto Castellanos
- José Carlos Femat-Jorge Estrada
- Hugo Aceves-Luis Miguel Sánchez aka "El Ojos Verdes"
- Roberto Tello-Rodolfo de la Colina
- Mauricio García Muela-Mauricio Pérez
- Elizabeth Valdez-Beatriz Noriega
- José Luis Cordero "Pocholo"-Mario
- Rudy Casanova-Don Fidel
- Mundo Siller-"El Jagger"
- Marco Uriel-Baldomero Lagos
- Esteban Franco-Artemio "El Lagarto"
- Diana Golden-Paola Diaz
- Javier Herranz-Leopoldo Garcia
- Yolanda Ciani-Martha
- Archie Lafranco-Servando Uriostegui
- Dobrina Cristeva-Sofía
- Silvia Váldez-Abril
- Emma Escalante-Karina
- Eduardo de Guise-Octavio
- Mario Prudomme-Gerardo Ramirez
- Raul Buenfil-Pedro
- Franco Gala-Simon Navarrete

## Difuzare
| Tara                 | Canal                  | Premiera           | Final      | Titlul adaptat          |  |
| -------------------- | ---------------------- | ------------------ | ---------- | ----------------------- |  |
| Venezuela            | Venevision             | In curand          |            | Dos Hogares             |  |
| România              | Acasă TV               | 16 iulie 2012      |            | Dragoste la indigo      |  |
| Albania              | Vizion Plus            | Ianuarie 9, 2012   |            | Jetë e dyfishtë         |  |
| Argentina            | Canal de las Estrellas | Octombrie 24, 2011 |            | Dos Hogares             |  |
| Bolivia              | Red 1                  | Septembrie 7, 2011 |            | Dos Hogares             |  |
| Chile                | MEGA                   | Septembrie 7, 2011 |            | Dos Hogares             |  |
| Costa Rica           | Canal 6                | Octombrie 31, 2011 |            | Dos Hogares             |  |
| Republica Dominicană | Telemicro              | Iulie 18, 2011     |            | Dos Hogares             |  |
| Ecuador              | Gama TV                | Octombrie 17, 2011 |            | Dos Hogares             |  |
| El Salvador          | TCS Canal 2            | Noiembrie 28, 2011 |            | Dos Hogares             |  |
| Honduras             | Canal 5                | Septembrie 6, 2011 |            | Dos Hogares             |  |
| Ungaria              | Zone Romantica         | Octombrie 24, 2011 |            | Kettős élet             |  |
| Lituania             | LNK                    | Octombrie 1, 2011  |            | Dvigubas gyvenimas      |  |
| Muntenegru           | TV Pink M              | Decembrie 19, 2011 |            | Dvostruki život         |  |
| Nicaragua            | TV Red                 | Ianuarie 3, 2012   |            | Dos Hogares             |  |
| Panama               | Telemetro              | 17 august 2011     |            | Dos Hogares             |  |
| Paraguay             | La Tele                | Iulie 25, 2011     |            | Dos Hogares             |  |
| Peru                 | América Televisión     | 25 august 2011     | (canceled) | Dos Hogares             |  |
| Polonia              | Zone Romantica         | Octombrie 24, 2011 |            | Podwójne życie Angeliki |  |
| Puerto Rico          | Univision              | Noiembrie 15, 2011 |            | Dos Hogares             |  |
| Serbia               | RTV Pink               | Noiembrie 10, 2011 |            | Dvostruki život         |  |
| Slovenia             | POP TV                 | Noiembrie 4, 2011  |            | Moji dve ljubezni       |  |
| Statele Unite        | Univision              | Octombrie 31, 2011 |            | Dos Hogares             |  |
| Uruguay              | Red 1                  | Septembrie 7, 2011 |            | Dos Hogares             |  |
| Brazilia             | VOD Novelas - Guigo TV | Ianuarie 11, 2021  |            | Vida Dupla              |  |

## Premii

### PremiileCalifa de Oro
| Anul | Premiul       | Categoria                        | Actor nominalizat          | Rezultat   |
| ---- | ------------- | -------------------------------- | -------------------------- | ---------- |
| 2011 | Califa de Oro | Cea mai buna telenovela din 2011 | Dos Hogares/Emilio Larrosa | Castigator |

### Premiile TV y Novelas 2012
| Anul | Premiul             | Categoria                         | Actor nominalizat     | Rezultat     |
| ---- | ------------------- | --------------------------------- | --------------------- | ------------ |
| 2012 | Premiile TVyNovelas | Cea mai bună telenovelă           | Emilio Larrosa        | Nominalizat  |
| 2012 | Premiile TVyNovelas | Cea mai bună protagonistă         | Anahí                 | Nominalizată |
| 2012 | Premiile TVyNovelas | Cel mai bun protagonist           | Sergio Goyri          | Nominalizat  |
| 2012 | Premiile TVyNovelas | Cel mai bun antagonist            | Jorge Ortiz de Pinedo | Nominalizat  |
| 2012 | Premiile TVyNovelas | Cea mai bună antagonistă          | Olivia Collins        | Nominalizată |
| 2012 | Premiile TVyNovelas | Cea mai buna tema muzicala        | "Rendirme En Tu Amor" | Nominalizată |
| 2012 | Premiile TVyNovelas | Cel mai bun scenariu sau adaptare | Dos Hogares           | Nominalizat  |